# Kruszyn (Bolesławiec)

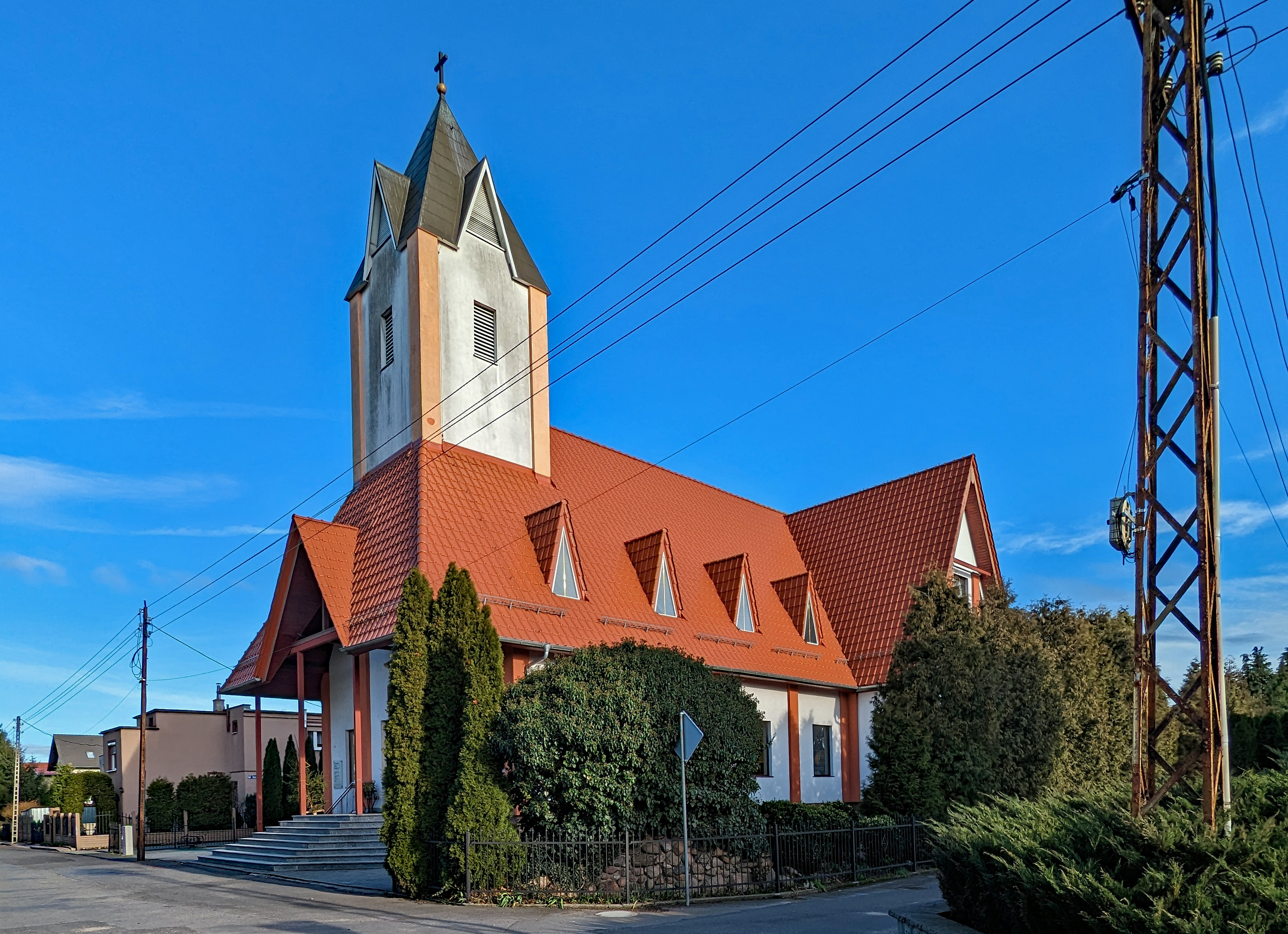
Katholische Kirche in Kruszyn

Kruszyn (deutsch Groß Krauschen, oft auch Groß Krausche) ist ein Ort in der Landgemeinde Bolesławiec der Woiwodschaft Niederschlesien in Polen. Durch den Zusammenschluss mit Godnów, Kruszynek und Świeborowice ist Kruszyn das größte Dorf der Landgemeinde Bolesławiec (Stand 2011).

## Lage
Kruszyn liegt östlich des Bobers, vier Kilometer östlich des Stadtzentrums von Bolesławiec (Bunzlau) und einhundert Kilometer westlich von Breslau. Geographisch befindet sich der Ort an der Grenze der Schlesisch-Lausitzer Tiefebene (Nizina Śląsko-Łużycka) zum Bober-Katzbach-Vorgebirge (Pogórze Kaczawskie) der Westsudeten.

## Geschichte

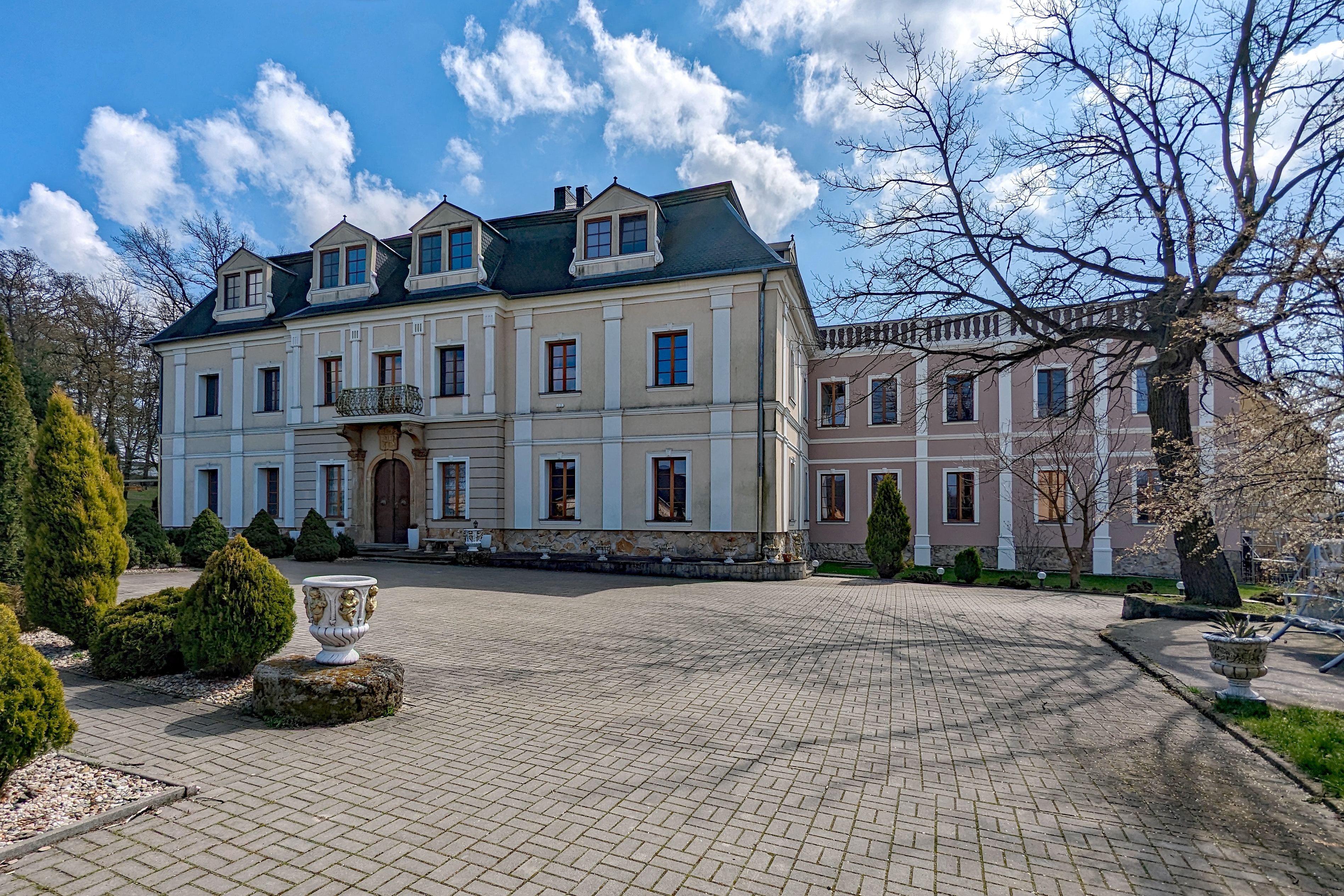
Schloss Groß Krauschen

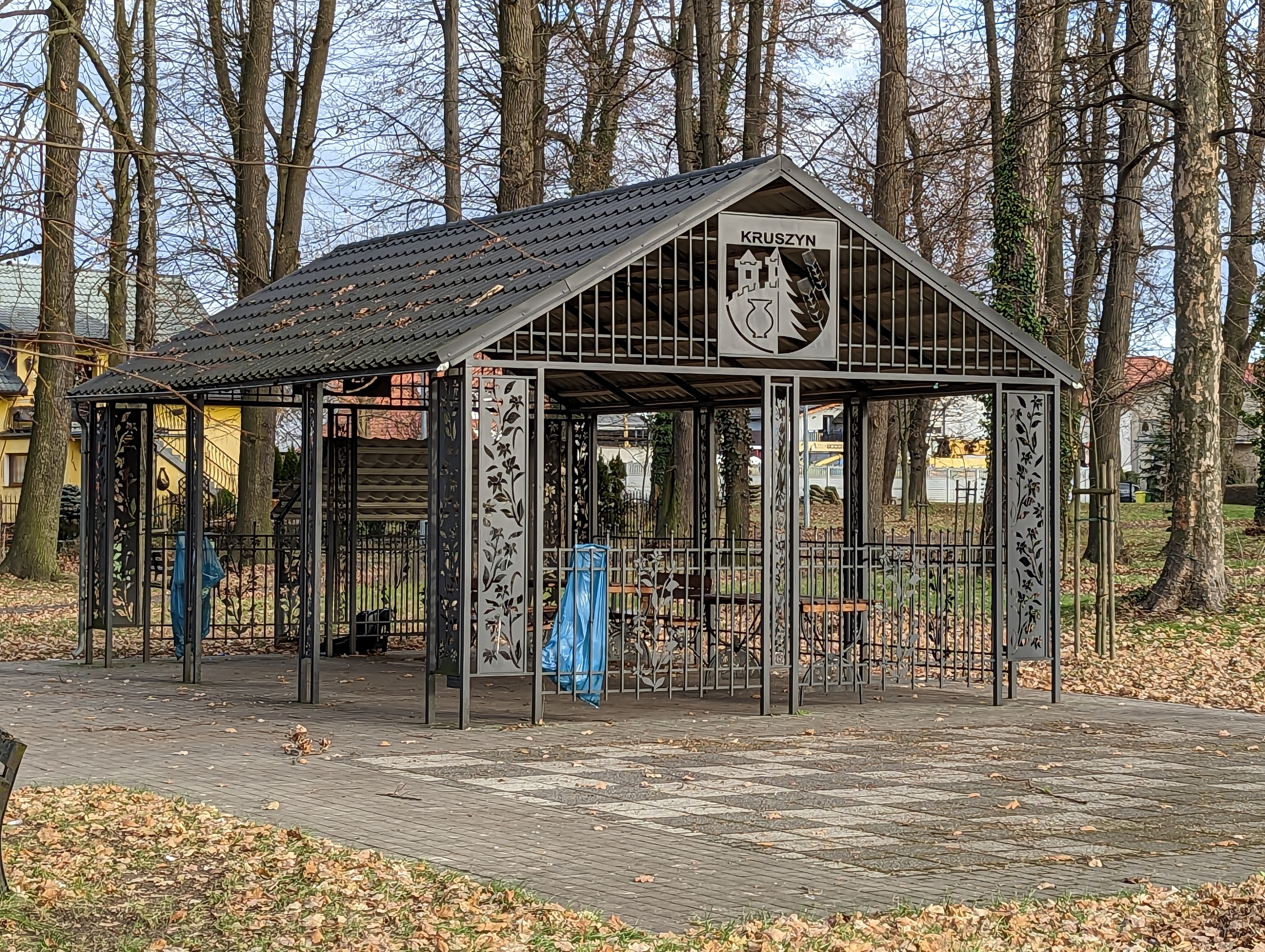
Park von Kruszyn am ehemaligen Gottesacker der Brüdergemeine Gnadenberg

Groß Krauschen wurde erstmals im 14. Jahrhundert erwähnt und war ursprünglich wohl eine herzogliche Domäne. Das Rittergut war vom 16. bis Mitte des 17. Jahrhunderts im Besitz einer Familie von Faust Sturm. Danach gab es viele Wechsel im Besitz. Seit mindestens 1704 war der Ort Looswitz Zinsdorf des Rittergutes. 1727 hat Hans Friedrich von Falkenhayn (1681–1745) das Rittergut von der Adelsfamilie Zedlitz übernommen, die es seit mindestens 1710 besaß. Nach einem Brand ließ von Falkenhayn das Gutshaus 1729 als Barockschloss neu errichten. Falkenhayn hatte sich schon in den 1730er Jahren nach mehreren Schicksalsschlägen der Herrnhuter Brüdergemeine zugewandt. Er besuchte zusammen mit seiner dritten Ehefrau seit 1739 mehrfach Herrnhut und kaufte dort auch ein eigenes Haus. Nach dem Ersten Schlesischen Krieg wurde Groß Krauschen preußisch und die Brüdergemeine durfte sich nun auch in Schlesien ansiedeln. 1743 überließ von Falkenhayn einen Teil seines Gutes zwischen Groß und Klein Krauschen der Brüdergemeine, die dort den neuen Ort Gnadenberg gründete.
Das Gut ging dann an Falkenhayns Schwiegersohn Friedrich von Wiedebach über, der 1745 als Besitzer genannt wird. 1753 kaufte der Gründer der Kolonie Gnadenfrei bei Ober-Peilau und gleichzeitig Vorsteher aller schlesischer Brüdergemeinen Ernst Julius von Seidlitz (1695–1766) das Rittergut und zog nach Groß Krauschen. Wenige Jahre später brach der Siebenjährige Krieg aus, und der Ort blieb nicht von Plünderungen und Konzessionszahlungen verschont. 1766 ging das Rittergut an George Ernst von Heuthausen, den Ehemann von Charlotte Henriette von Seidlitz.
Nach weiteren Besitzwechseln kaufte 1836 Moritz Haubold von Schönberg, der Ehemann von Luise zu Stolberg-Wernigerode, das Schloss. Im darauf folgenden Jahr wurde das Schindeldach durch ein Ziegeldach ersetzt. Das Ehepaar von Schönberg nahm ab 1838 seinen festen Wohnsitz in Groß Krauschen, wo auch beide verstarben. Als Nachkommen hatten sie einzig ihre Tochter Auguste (1808–1864).
Der spätere Reformator der Landwirtschaftslehre und Professor für Landwirtschaft an der Universität Halle (Saale) Julius Kühn war von 1848 bis 1855 gräflicher Gutsverwalter in Groß Krauschen. Kühn war dort bekannt als der „Mikroskopen-Amtmann“ und veröffentlichte erste Arbeiten über Pflanzenkrankheiten.
Die von Schönbergs verkauften ihrem Besitz schon zu Lebzeiten 1852 an ihren Schwiegersohn Friedrich Magnus von Schlieffen. Er gab dem Schloss 1854 sein heutiges Aussehen mit dem Wappen über dem Eingang, das unverkennbar das Schlieffenmännchen zeigt. Einer der Söhne, Heinrich von Schlieffen (1848–1870), wurde im Deutsch-Französischen Krieg bei Saint-Privat-la-Montagne verwundet und starb in Gorze. Sein Name ist noch auf einem Gefallenen-Denkmal von Groß Krauschen zu erkennen (Stand 2014).

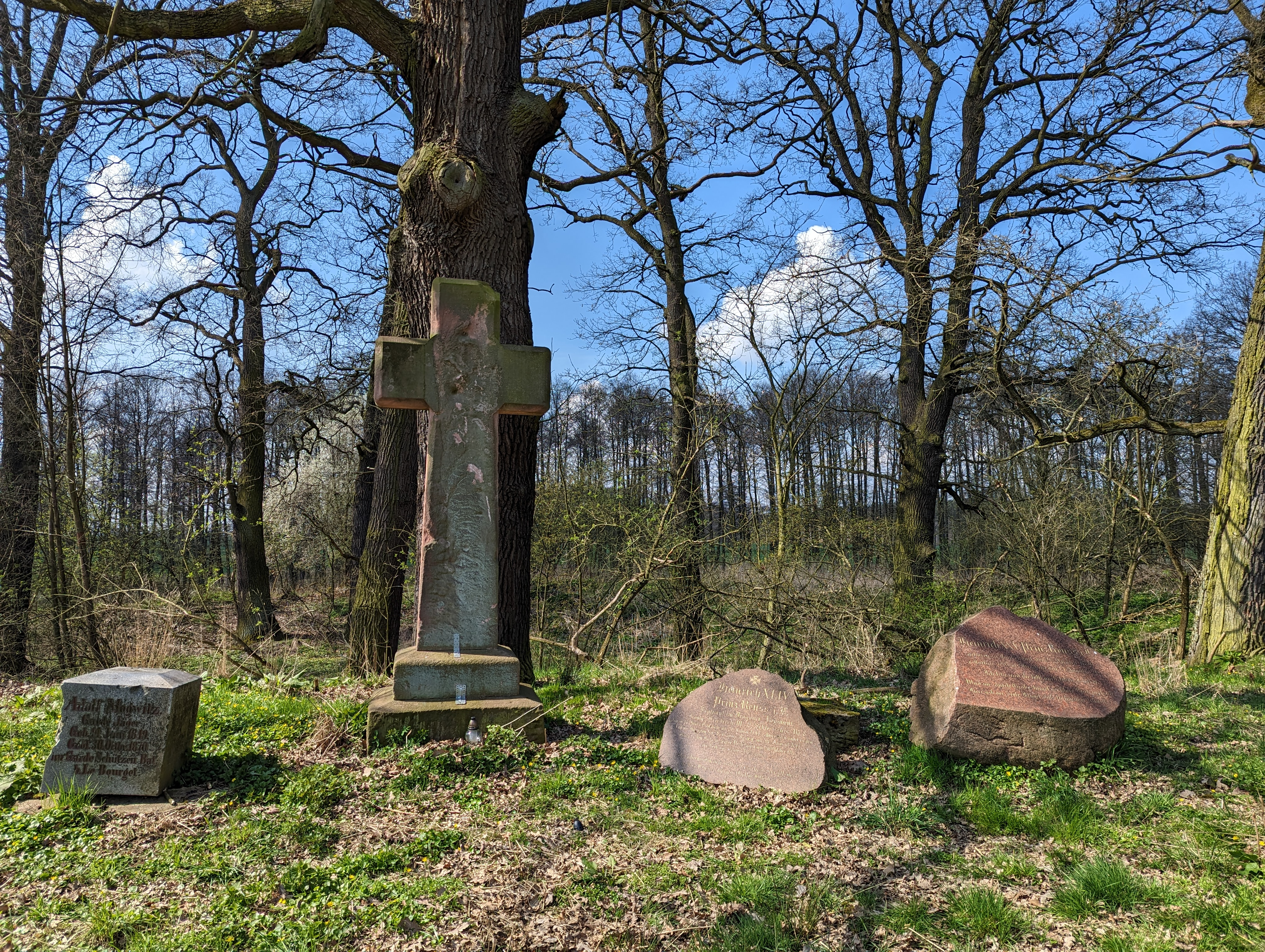
Ehemaliger Friedhof der Familie Reuß

1891 wurde der aus Jänkendorf stammende Heinrich XXV Reuß zu Köstritz (1856–1911) Besitzer der Herrschaft Groß Krauschen. Während seine Töchter Barbara (1887–1954), Brigitte (1889–1929) und Emma (1890–1960) noch in Frankfurt/Oder, Altona und Breslau geboren wurden, sind die drei Söhne gebürtige Groß Krauschener: Heinrich XLIV (1894–1918), Heinrich XLVI (1896–1914) und Heinrich XLVII (1897–1945). Für die ersten beiden existiert noch heute je ein Grab- und ein Gedenkstein nördlich des Schlosses (Stand 2023). Heinrich XLVII wird seit Januar 1945 vermisst und 1957 für tot erklärt. Heinrich XXV und seine Ehefrau Elisabeth (1862–1930), eine Tochter von Friedrich zu Solms-Laubach, verstarben beide in Groß Krauschen.
Zum 1. Dezember 1885 gab es offiziell die folgenden statistischen Angaben zu Groß Krauschen gesamt (in Klammern davon Gutsbezirk): Fläche 345 (279) Hektar, davon 207 (156) Hektar Ackerland, 55 (49) Hektar Wiesen und 64 (64) Hektar Wald; in den 60 (8) Wohngebäuden gab es 145 (17) Haushaltungen, in denen 494 (59) Einwohner lebten. Als Religionszugehörigkeiten wurden 460 (58) evangelische und 19 (0) katholische Christen (beide zum Kirchspiel Bunzlau) sowie 15 (1) sonstige Christen (vermutlich Pietisten oder Angehörige der Herrnhuter Brüdergemeine) vermerkt. Meyers Orts- und Verkehrslexikon vermerkt im Jahre 1912 494 Einwohner in der Gemeinde und 72 im Rittergut. 1939 waren es 560 Einwohner in 170 Haushalten. Als Folge des Zweiten Weltkriegs fiel Groß Krauschen 1945 mit dem größten Teil Schlesiens an Polen und wurde in Kruszyn umbenannt. Die deutsche Bevölkerung wurde, soweit sie nicht schon vorher geflohen war, weitgehend vertrieben. Die neu angesiedelten Bewohner waren teilweise Zwangsausgesiedelte aus Ostpolen, das an die Sowjetunion gefallen war.
Zwischen 1945 und 1973 vergrößerte sich Kruszyn durch die Zusammenlegung mit den Dörfern Godnów (früher Gnadenberg), Kruszynek (früher Klein Krauschen) und Świeborowice (früher Schwiebendorf). Łaziska (Looswitz) blieb selbstständig. Nach der Aufteilung der Woiwodschaft Breslau 1975 gehörte das Dorf Kruszyn zur Woiwodschaft Jelenia Góra. Seit der Gebietsreform 1998 ist es Bestandteil Niederschlesiens. 1979 wurde neben dem ehemaligen Gottesacker der Brüdergemeine Gnadenberg die katholische Pfarrei und Kirche St. Johannes der Täufer errichtet.

## Verkehr
Der Ort liegt unmittelbar nördlich und südlich der Landesstraße 94. Seit 1906 gab es südlich von Groß Krauschen zwei Bahnhöfe an der 25 km langen Strecke der Bunzlauer Kleinbahn von Bunzlau nach Neudorf am Gröditzberge: Gnadenberg (ab 1945 Gódnow) und Klein Krauschen (ab 1945 Kruszynek; 1964 eingestellt). Der Personenverkehr auf der gesamten Strecke wurde im Jahre 1976 eingestellt, der Güterverkehr 2006.

## Söhne und Töchter von Groß Krauschen und Kruszyn
- Anna von Welck (1865–1925), Äbtissin des Klosters Drübeck
- Elisabeth Auguste Marie Ernestine von Schlieffen (1869–1943) (verheiratete von Hahnke, Stiftsdame im Kloster Drübeck)
- Heinrich XLIV Reuß zu Köstritz (* 30. Januar 1894; † 29. Oktober 1918)
- Heinrich XLVI Reuß zu Köstritz (* 28. April 1896; † 20. Oktober 1914)
- Heinrich XLVII Reuß zu Köstritz (* 13. Dezember 1897; vermisst seit Januar 1945)